# Димитър Муртов
Димитър Атанасов Муртов е български общественик и революционер, деец на Вътрешната македоно-одринска революционна организация.

## Биография
Димитър Муртов е роден през 1882 година в град Енидже Вардар, тогава в Османската империя. Присъединява се към ВМОРО и като четник в четата на Апостол Петков участва в сражението при Боймица на 10/24 март 1905 година, в което загиват братът на войводата Тано Петков, секретарят на четата Атанас Тодев и четникът Димитър Чавдаров, както и гъркоманският поп Никола Ринчев. Муртов заедно с останалите четници Митю Карасулев, Димитър Бабянски, Иван Костурски, Атанас Чопката, Пецан Пеко от Петрово, Митю Мачкоевски, Ильо от Лебаово и Белялот от Баровец се спасяват през нощта. Влиза в четата на Павле Кушински, в която влизат и Дионис Кошински, Пецан Пеню, Гоно Бегинин, Атанас Никлев, Кочо Костурски, Тупара Керкалски, Христо Бабянски и Атанас Чопката. Четата се сражава при Грубишката река, при Аларе и на други места.
Жени се за Катерина (р. 1883), с която имат син Душан (р. 1907) и дъщери Еленка (р.1916) и Анастасия (р. 1917). На 23 април 1943 година, като жител на Бургас, подава молба за българска народна пенсия, която е одобрена и пенсията е отпусната от Министерския съвет на Царство България.